# 君がいないと
「君がいないと」（原題： If I Didn't Have You）は、ランディ・ニューマンによる楽曲。2001年のピクサー作品『モンスターズ・インク』の主題歌である。原語版ではジョン・グッドマンとビリー・クリスタル、日本語版では石塚英彦と田中裕二が歌った。ニューマンはこの曲により、第74回アカデミー賞で歌曲賞を初受賞した。

## Riders in the Sky によるカバー
Riders in the Skyによる2002年のアルバムMonsters, Inc. Scream Factory Favoritesに、同バンドによる本作のカバーが収録されている。同アルバムは第45回グラミー賞の子供向けミュージカルアルバム賞を受賞した。

## エミリー・オスメントとミッチェル・ムッソによるカバー
『シークレット・アイドル ハンナ・モンタナ』の共演者であるエミリー・オスメントとミッチェル・ムッソによるカバーが『ディズニーマニア6』に収録された。プロデューサーはブライアン・トッドである。

### トラックリスト
1. "If I Didn't Have You" Radio Disney version
2. "If I Didn't Have You" Chris Cox remix
3. "If I Didn't Have You" DisneyMania version
4. "If I Didn't Have You" DisneyMania remix

### チャート
| チャート (2008年)                             | 最高順位 |
| --------------------------------------------- | -------- |
| U.S. Billboard Hot 100                        | 98       |
| U.S. Billboard Bubbling Under Hot 100 Singles | 7        |
| U.S. Billboard Pop 100                        | 82       |